# 克麗斯汀娜·托西
克里斯蒂娜·托西（英語：Christina Tosi，1981年11月9日—）是美国的一名廚師、餐廳老闆和電視名人。她是纽约知名甜品店Milk Bar的老板。
克里斯蒂娜·托西亦以她同為主持人的廚藝節目而聞名，在美国她參與的節目有：《廚神當道》和《小小廚神》。